# Yrkesgrupper mot kärnvapen
Yrkesgrupper mot kärnvapen (YMK) är en samarbetsorganisation mellan yrkesgrupper mot kärnvapen, för fred och med målet att verka för en kärnvapenfri värld

## Bakgrund och historik
Den snabba kärnvapenupprustningen under första halvan 1980-talet, och särskilt utplaceringen av kärnvapen i Centraleuropa, väckte till liv en häftig opinionsvåg. Nya organisationer bildades. År 1980 bildades vid en internationell läkarkongress organisationen International Physicians for the Prevention of Nuclear War, IPPNW. Redan följande år kom den svenska dotterorganisationen till, Svenska Läkare mot kärnvapen, SLMK. Med denna som förebild skapades i Sverige under 1982 ytterligare ett antal yrkesgrupper mot kärnvapen /för fred.

## Yrkesgrupper
- Arkitekter för fred
- Artister för fred
- Forskare och ingenjörer mot kärnvapen, FIMK
- Jurister mot Kärnvapen, JMK
- Sveriges lärare för fred
- Psykologer mot kärnvapen
- Student Pugwash
- Svenska läkare mot kärnvapen, SLMK